# Computer Modern
Computer Modern ist eine von Donald E. Knuth entwickelte Schriftsippe für TeX. Computer Modern ist in Metafont geschrieben und im Quelltext frei verfügbar. Die Computer-Modern-Schriften können frei benutzt und auch weiterentwickelt werden, solange nicht die Originalnamen der Knuthschen Implementierung benutzt werden.

## Beschreibung
Die Computer Modern umfasst drei Schriftfamilien:
- Computer Modern Roman: eine klassizistische Antiqua, angelehnt an die Monotype Modern 8A. Die Roman-Familie ist mit Kursiven, fetter Antiqua, fetter Kursiv und Kapitälchen sehr gut ausgebaut.
- Computer Modern Sans Serif: eine auf den Formen der Roman basierende Groteske, die von Richard Southall entworfen wurde.
- Computer Modern Typewriter: eine in den Formen zur Roman passende Unproportionale.

Hinzu kommen einige Sonderformen sowie zwei Familien mit mathematischen Zeichen (einschließlich griechischer Buchstaben).
Die einzelnen Schriftschnitte stehen in einer ganzen Reihe von Entwurfsgrößen zur Verfügung. Das unterscheidet sie von vielen digitalisierten Schriften, die nur in einer einzigen Entwurfsgröße angeboten werden und die sonst linear skaliert werden müssen.

Beispieltext mit Formeln in Computer Modern

Das Besondere an der Computer Modern ist, dass sie nicht nur in Metafont programmiert ist, sondern auch die Metaness stark ausnutzt. Das heißt, dass ein und dasselbe Programm je nach Parametern sehr unterschiedliche Formen einer Letter hervorbringt.
Aus den Metafont-Quellen lassen sich optimale Bitmaps für jedes Ausgabegerät berechnen. Inzwischen stehen die Computer-Modern-Schriften aber auch im Type-1-Format zur Verfügung.

## Geschichtliches, Weiterentwicklungen
Vorläufer der Computer-Modern-Schriften waren die am-Schriften (entweder als American Modern oder später als Almost Modern gelesen), die von Donald Knuth in METAFONT 78, dem Vorläufer von METAFONT, implementiert wurden.
Von den Computer-Modern-Schriften gibt es verschiedene Weiterentwicklungen, einerseits wurden neue Schriftschnitte aus den Quellen abgeleitet, andererseits wurde der Zeichenvorrat stark erweitert.

### Andere Schriftschnitte
- Concrete-Schriften: eine Egyptienne, die von Donald Knuth für das Buch Concrete Mathematics entwickelt wurde.
- ecbright: eine verbesserte serifenlose Schrift, die von Walter Schmidt entwickelt wurde – zuerst als cmbright mit dem Zeichenvorrat der cm-Schriften, später erweitert auf die Cork-Kodierung.

### Erweiterter Zeichenvorrat
- AMS-Symbole: zwei Familien à 128 Zeichen mit zusätzlichen mathematischen Symbolen
- lh-Schriften: Erweiterung für die kyrillische Schrift
- cbgreek: Erweiterung für die griechische Schrift (mit allen antiken Akzenten)
- ec-Schriften: Erweiterung für fast alle europäischen Sprachen mit lateinischer Schrift
- fc-Schriften: Erweiterung für afrikanische Sprachen mit lateinischer Schrift
- LaTeX-Symbole: 11 weitere mathematische Symbole für LaTeX
- TIPA: Internationales Phonetisches Alphabet

## TrueType-Implementierungen
- Unvollständige Versionen in verschiedenen Größen und Schnitten im CTAN
- Eine Unicode-Umsetzung der Computer Modern für X11 und (in weiten Teilen) auch für Microsoft Windows